# Walter Hedeler
Walter Hedeler (eigentlich: Bernhard Gehrt; * 17. November 1911 in Leipzig; † 11. Mai 1994 in Berlin) war ein deutscher Politiker (KPD/SED) und Redakteur.

## Leben
Hedeler, Sohn des Leipziger Buchbinders Paul Bernhard Walter Gehrt, machte nach seinem Abitur von 1928 bis 1930 eine Ausbildung im Waldorf-Verlag in Stuttgart. 1928 trat er dem KJVD, 1929 der KPD bei. 1931/32 besuchte er die Buchbinder-Lehranstalt in Leipzig.
Nach der „Machtergreifung“ der Nationalsozialisten 1933 betätigte sich Hedeler weiterhin illegal für die KPD und war Organisationsleiter der KPD-Bezirksleitung Württemberg. 1935 wurde Hedeler verhaftet. Es gelang ihm jedoch zu fliehen und er emigrierte über die Tschechoslowakei in die UdSSR. Hedeler wurde in Abwesenheit zum Tode verurteilt. Ab 1935 war er Kursant an der Internationalen Lenin-Schule in Moskau und 1937/38 Parteiorganisator ihres deutschen Sektors. 1938/39 war er Redakteur und stellvertretender Leiter der Auslandsabteilung der – in Moskau erscheinenden – Deutschen Zentral-Zeitung. 1939/40 war er Mitarbeiter der Vertretung der KPD im Exekutivkomitee der Kommunistischen Internationale (EKKI), anschließend Mitarbeiter der Presseabteilung des EKKI. 1941 erhielt er die sowjetische Staatsbürgerschaft, sein Pass wurde auf den Namen „Walter Hedeler“ ausgestellt, den er seit seinem Aufenthalt in der UdSSR verwendete. Im selben Jahr wurde er von der Sonderfahndungsliste „UdSSR“ erfasst. Im Oktober 1941 wurde er nach Ufa evakuiert und war dort ab 1942 Sprecher und Redakteur beim Deutschen Volkssender. Ende 1942 wurde er jedoch im Rahmen einer Verleumdungskampagne gegen deutsche Komintern-Mitarbeiter entlassen und aus der KPD ausgeschlossen. Anfang 1943 folgte die Verbannung nach Tomsk. Dort verrichtete er zunächst Gelegenheitsarbeiten, anschließend war er von 1946 bis 1955 Hauptbibliothekar an der Universitätsbibliothek.
Ende Juli 1955 kehrte Hedeler nach Deutschland (DDR) zurück und wurde im November desselben Jahres durch einen Beschluss der Zentralen Parteikontrollkommission (ZPKK) rehabilitiert und in die SED aufgenommen. Ab 1956 war er zunächst stellvertretender, dann von 1957 bis 1959 Chefredakteur der Leipziger Volkszeitung, sowie Mitglied der SED-Bezirksleitung Leipzig. Ab 1960 war er Redakteur der Zeitschrift Einheit, bevor er von 1961 bis 1975 Mitarbeiter bei der Zeitschrift Probleme des Friedens und des Sozialismus in Prag wurde. Danach war er wieder für die Einheit tätig.
Sein Sohn ist der deutsche Historiker und Kommunismusforscher Wladislaw Hedeler (* 1953).

## Ehrungen
Hedeler erhielt 1976 die Ehrenspange zum Vaterländischen Verdienstorden in Gold sowie 1982 und 1986 den Stern der Völkerfreundschaft.